# Temporada 1962 de la AFL
La Temporada 1962 de la AFL fue la 3ª temporada de la AFL. Los Dallas Texans se
trasladaron a Kansas City, Missouri y después de esta temporada cambiaron su nombre a Kansas City Chiefs.
La temporada finalizó cuando los Texans vencieron a los Houston Oilers 20-17 en doble tiempo extra en la tercera edición del
juego de campeonato de la AFL.

## Carrera Divisional
La AFL tenía 8 equipos, agrupados en dos divisiones. Cada equipo jugaba un partido en casa de ida y vuelta contra los otros 7 equipos en la liga para un total de 14 partidos, y el mejor equipo de la División Este jugaría contra el mejor de la División Oeste por el juego de campeonato. Si hubo un empate en la clasificación, se llevaría a cabo una segunda fase para determinar el ganador de la división.
La temporada 1962 comenzó como una disputa entre Houston y Boston en el Este, y Dallas y Denver en Oeste. Después de siete juegos, los Broncos tenían un registro de 6-1-0 y los Texans 5-1-0, mientras que Boston y Houston estaban empatados en 4-2-0.
En la semana ocho, Buffalo venció a Denver 45-38, mientras que Dallas ganó en Houston, 31-7. la derrota de los Oilers, y la victoria de Boston 26-16 sobre Oakland, pusieron a los Patriots y los Texans en la parte superior de sus divisiones. La siguiente semana, sin embargo, Houston ganó su revancha en Dallas, 14-6, y aunque no ayudó a los Oilers, Denver hizo su reaparición al ganar 23-20 en San Diego para recuperar el liderato de la división de noviembre 4. En la Semana Diez, Boston venció a Denver 33-29. Houston se quedó medio juego detrás de Boston, mientras que Dallas sacó medio partido de ventaja a Denver.
En la Semana Once (noviembre 18), Houston ganó en Boston, 21-17, para liderar el Este, y Dallas ganó 24-3 en Denver para aumentar su ventaja. Houston y Boston continuaron a ganando, pero en la última semana, los Oilers aseguraron la división con una victoria 44-10 frente a los Titanes.
| Semana | Este              | Registro | Oeste              | Registro |
| ------ | ----------------- | -------- | ------------------ | -------- |
| 1      | Empate (Hou, NYT) | 1–0–0    | Empate (DalT, Den) | 1–0–0    |
| 2      | (Bos, Hou, NYT)   | 1–1–0    | Empate (Den, DalT) | 2–0–0    |
| 3      | (Bos, Hou, NYT)   | 2–1–0    | Dallas Texans      | 2–0–0    |
| 4      | Empate (Bos, Hou) | 2–1–0    | Dallas Texans      | 3–0–0    |
| 5      | Empate (Bos, Hou) | 3–1–0    | Denver Broncos     | 4–1–0    |
| 6      | Houston Oilers    | 4–1–0    | Denver Broncos     | 5–1–0    |
| 7      | Empate (Bos, Hou) | 4–2–0    | Denver Broncos     | 6–1–0    |
| 8      | Boston Patriots   | 5–2–0    | Dallas Texans      | 6–1–0    |
| 9      | Boston Patriots   | 5–2–1    | Denver Broncos     | 7–2–0    |
| 10     | Boston Patriots   | 6–2–1    | Dallas Texans      | 7–2–0    |
| 11     | Houston Oilers    | 7–3–0    | Dallas Texans      | 8–2–0    |
| 12     | Houston Oilers    | 8–3–0    | Dallas Texans      | 9–2–0    |
| 13     | Houston Oilers    | 9–3–0    | Dallas Texans      | 9–3–0    |
| 14     | Houston Oilers    | 10–3–0   | Dallas Texans      | 10–3–0   |
| 15     | Houston Oilers    | 11–3–0   | Dallas Texans      | 11–3–0   |

## Temporada regular

### Resultados
| Local/Visitante | Local/Visitante    | División Este | División Este | División Este | División Este | División Oeste | División Oeste | División Oeste | División Oeste |
| Local/Visitante | Local/Visitante    | BOS           | BUF           | HOU           | NY            | DAL            | DEN            | OAK            | SD             |
| --------------- | ------------------ | ------------- | ------------- | ------------- | ------------- | -------------- | -------------- | -------------- | -------------- |
| Este            | Boston Patriots    |               | 21–10         | 34–21         | 24–17         | 7–27           | 41–16          | 26–16          | 24–20          |
| Este            | Buffalo Bills      | 28–28         |               | 23–28         | 6–17          | 23–14          | 20–23          | 14–6           | 35–10          |
| Este            | Houston Oilers     | 21–17         | 17–14         |               | 56–17         | 7–31           | 34–17          | 32–17          | 33–27          |
| Este            | New York Titans    | 14–43         | 3–20          | 10–44         |               | 31–52          | 10–32          | 31–21          | 23–3           |
| Oeste           | Dallas Texans      | 42–28         | 41–21         | 6–14          | 20–17         |                | 17–10          | 35–7           | 26–17          |
| Oeste           | Denver Broncos     | 29–33         | 38–45         | 20–10         | 45–46         | 3–24           |                | 44–7           | 30–21          |
| Oeste           | Oakland Raiders    | 20–0          | 6–10          | 20–28         | 17–28         | 16–26          | 6–23           |                | 33–42          |
| Oeste           | San Diego Chargers | 14–20         | 20–40         | 17–42         | 40–14         | 32–28          | 20–23          | 31–21          |                |

### Tabla de posiciones
V = Victorias, D = Derrotas, E = Empates, CTE = Cociente de victorias, PF= Puntos a favor, PC = Puntos en contra
| Campeón de Division |

| Houston Oilers  | 11 | 3 | 0 | .786 | 387 | 270 |
| Boston Patriots | 9  | 4 | 1 | .692 | 346 | 295 |
| Buffalo Bills   | 7  | 6 | 1 | .538 | 309 | 272 |
| New York Titans | 5  | 9 | 0 | .357 | 278 | 423 |

| Dallas Texans      | 11 | 3  | 0 | .786 | 389 | 233 |
| Denver Broncos     | 7  | 7  | 0 | .500 | 353 | 334 |
| San Diego Chargers | 4  | 10 | 0 | .286 | 314 | 392 |
| Oakland Raiders    | 1  | 13 | 0 | .071 | 213 | 370 |

## Juego de Campeonato
- Dallas Texans 20, Houston Oilers 17 (2OT), 23 de diciembre de 1962, Jeppesen Stadium, Houston, Texas